# Мергалиев, Шакай
Шакай Мергалиев (1901 год, Туркестанский край, Российская империя — дата и место смерти не известны) — колхозник, чабан, Герой Социалистического Труда (1948).

## Биография
Родился в 1901 году. С раннего детства работал батраком. В 1935 году вступил в колхоз «Интернационал» Казталовского района Уральская область. В 1942 году был призван в Красную Армию. Участвовал в Великой Отечественной войне. После демобилизации в 1946 году возвратился в родной колхоз, в котором трудился до выхода на пенсию в 1961 году.
Показывал высокие результаты в своей трудовой деятельности. В 1947 году вырастил 505 ягнят от 400 курдючных овцематок. За эти достижения в трудовой деятельности был удостоен в 1948 году звания Героя Социалистического Труда.

## Награды
- Герой Социалистического Труда — указом Президиума Верховного Совета СССР от 23 июля 1948 года;
- Орден Ленина (1948).